# Astro Peak
Der Astro Peak ist ein 835 m hoher Berg im westantarktischen Queen Elizabeth Land. Er ragt 1,5 km jenseits des westlichen Endes des Gebirgskamms Berquist Ridge in der Neptune Range der Pensacola Mountains auf.
Das Advisory Committee on Antarctic Names benannte ihn 1968 nach der astronomischen Beobachtungsstation, die der United States Geological Survey für seine Vermessungskampagne zwischen 1965 und 1966 auf dem Gipfel des Bergs errichtete.